# La reproducción prohibida
La reproducción prohibida (La reproduction interdite), es una pintura de 1937 del surrealista belga René Magritte. Actualmente es propiedad del Museo Boijmans Van Beuningen de Róterdam. 
Esta pintura fue encargada por el poeta y mecenas de Magritte Edward James y se considera un retrato de James, aunque no se representa su rostro. : 106  Esta pintura fue una de las tres realizadas por Magritte para el salón de baile de la casa londinense de James. Las otras dos fueron Modelo Rojo III (1937) y Tiempo paralizado (1938).
La obra representa de manera realista de medio cuerpo y de espaldas al espectador, a un hombre joven de pie frente a un espejo, pero mientras que el libro sobre la repisa de mármol de la chimenea se refleja correctamente, el reflejo del hombre también lo muestra incongruentemente desde atrás.

## Conexiones con otras obras
El libro sobre la repisa de la chimenea es una copia gastada de la novela de Edgar Allan Poe de 1838 La narración de Arthur Gordon Pym (aquí en su traducción al francés, como Les aventures d'Arthur Gordon Pym). Poe fue uno de los autores favoritos de Magritte e hizo otras referencias al autor en su obra. Por ejemplo, el título de la pintura de 1938 El dominio de Arnheim lo tomó del cuento de Poe de 1847 del mismo nombre.
Magritte pintó otro "falso retrato" de Edward James titulado El principio del placer (1937). Representa a James de frente, sentado ante una mesa, elegantemente vestido, pero su cabeza está totalmente difuminada por una luz brillante, como la que produce el flash de una cámara.

## En la cultura popular
En 1977, Graham Hughes utilizó una referencia a la pintura como la portada del tercer álbum en solitario de Roger Daltrey, One of the Boys.
En la novela de 2003 Out Stealing Horses de Per Petterson, el protagonista Trond hace referencia a la pintura después de un mal sueño: "Me di cuenta de que lo que más temía en este mundo era ser el hombre del cuadro de Magritte que mirándose en el espejo solo ve la parte de atrás de su propia cabeza, una y otra vez".
Recreaciones sueltas de la pintura aparecieron en las películas La ventana secreta de David Koepp de 2004, The Double de Richard Ayoade de 2013 y en la película Us de Jordan Peele de 2019. Una reproducción de la pintura es un objeto recurrente en El hombre que duerme de Bernard Queysanne y Georges Perec. También apareció en la película alemana de 2014 Who Am I.